# Grand prix C.F. Ramuz
Le grand prix C.F. Ramuz est un prix littéraire suisse, destiné à honorer un écrivain pour l'ensemble de son œuvre. 
Il est remis tous les cinq ans par la Fondation C.F. Ramuz dont le but est de maintenir vivante la mémoire et l'œuvre de Charles-Ferdinand Ramuz en favorisant la diffusion et la réédition de ses œuvres. 

## Lauréats du grand prix
- 1955 : Pierre-Louis Matthey
- 1960 : Charles-François Landry
- 1965 : Marcel Raymond
- 1970 : Philippe Jaccottet
- 1975 : Jacques Mercanton
- 1980 : Alice Rivaz
- 1985 : Georges Haldas
- 1990 : Yves Velan
- 1995 : Nicolas Bouvier
- 2000 : Anne-Lise Grobéty
- 2005 : Pierre Chappuis
- 2010 : Jean-Luc Benoziglio
- 2015 : Catherine Safonoff
- 2020 : Philippe Rahmy (à titre posthume)

## Lauréats du prix de poésie
- 1983 : José Flore Tappy, pour Errer mortelle (1983)
- 1986 : Sylviane Dupuis, pour Creuser la nuit (1986)
- 1992 : Alain Rochat, pour Fuir pour être celui qui ne fuit pas (1992)
- 1999 : Claire Genoux, pour Saisons du corps (1999),
- 2002 : Caroline Schumacher, pour Les Grandes Vacances (2002)
- 2007 : Mary-Laure Zoss, pour Le noir du ciel (2007)
- 2013 : Claudine Gaetzi, pour Rien qui se dise, Éditions Empreintes, 2013
- 2016 : Pierrine Poget, pour Fondations, Éditions Empreintes, 2017
- 2022 : Olivier Vonlanthen, pour Ossuaires (2022)